# ورود روسیه به جنگ جهانی اول
ورود روسیه به جنگ جهانی اول در ۲۸ ژوئیه سال ۱۹۱۴، هنگامی که اتریش-مجارستان با متحد روسیه، به صربستان اعلام جنگ کرد. امپراتوری روسیه آخرین فرصت را به اتریش-مجارستان ارسال کرد و اظهار داشت اگر اتریش-مجارستان نسبت به متحدان خود تجاوز نشان دهند، روسیه با اقدامات نظامی وارد عمل خواهد شد. هنگامی که اتریش و مجارستان علیه روسیه اعلام جنگ کردند، امپراتوری آلمان از این دعوی پیروی کرد. آلمان مطابق برنامه جنگ خود، روسیه را نادیده گرفت و با اعلام جنگ در تاریخ ۳ اوت و ارسال ارتش اصلی خود از طریق بلژیک برای حمله به پاریس از شمال، ابتدا علیه فرانسه حرکت کرد.
حمله به بلژیک و تهدید به فرانسه باعث شد انگلیس در تاریخ ۴ اوت اعلام جنگ به آلمان کند. احزاب اصلی اکنون در جنگ بودند. امپراتوری عثمانی به قدرتهای مرکزی پیوست و بعداً، ایتالیا به متفقین پیوست.
مورخان در مورد دلایل جنگ جهانی اول بر نقش آلمان و اتریش-مجارستان تأکید کرده‌اند. نظر آنها شامل موارد ناچیز در مورد روسیه است و فقط مختصراً دفاع روسیه از صربستان نیست
آرشیدوک فرانتس فردیناند وارث تاج و تخت اتریش و مجارستان در تاریخ ۲۸ ژوئن سال ۱۹۱۴ توسط صرب‌های بوسنیایی ترور شد زیرا اتریش-مجارستان یک استان عمدتاً اسلاوی را در دست گرفته بود. وین نتوانست شواهدی پیدا کند مبنی بر اینکه صربستان از این ترور حمایت کرده است، اما یک ماه بعد، او به صربستان فرصت داد، که می‌دانست رد خواهد شد و به این ترتیب منجر به جنگ می‌شود. اتریش-مجارستان احساس کرد که صربستان مجبور به انتقام برای این ترور است. گرچه روسیه هیچگونه تعهد پیمانی نسبت به صربستان نداشت، اما می‌خواست بالکان را کنترل کند و یک چشم‌انداز بلند مدت برای به دست آوردن یک مزیت نظامی برای آلمان و اتریش-مجارستان داشت. روسیه انگیزه ای برای انتظار داشت و بیشتر رهبران آن می‌خواستند از جنگ جلوگیری کنند. با این حال، روسیه از فرانسه حمایت کرده و از ترس اینکه عدم حمایت از صربستان منجر به از دست رفتن اعتبار روسیه و یک شکست سیاسی بزرگ در اهداف خود برای کنترل بالکان شود. تزار نیکلای دوم در ۳۰ ژوئیه ۱۹۱۴نیروهای روسی را بسیج کرد تا در صورت حمله به صربستان، اتریش-مجارستان را تهدید کند. کریستوفر کلارک اظهار داشت: «بسیج عمومی روسیه [۳۰ ژوئیه] یکی از مهمترین تصمیمات بحران ژوئیه بود». اولین بسیج عمومی در حالی صورت گرفت که دولت آلمان حتی وضعیت نزدیک جنگ را اعلام نکرده بود.

دیپلماسی اروپایی‌ها کمی قبل از جنگ.

آلمان اکنون احساس تهدید از روسیه کرده است و با بسیج خود و اعلام جنگ در ۱ اوت ۱۹۱۴ واکنش نشان داد. در هنگام آغاز دشمنی‌ها، روس‌ها علیه آلمان و اتریش-مجارستان اعلام جنگ کردند.

## زمینه

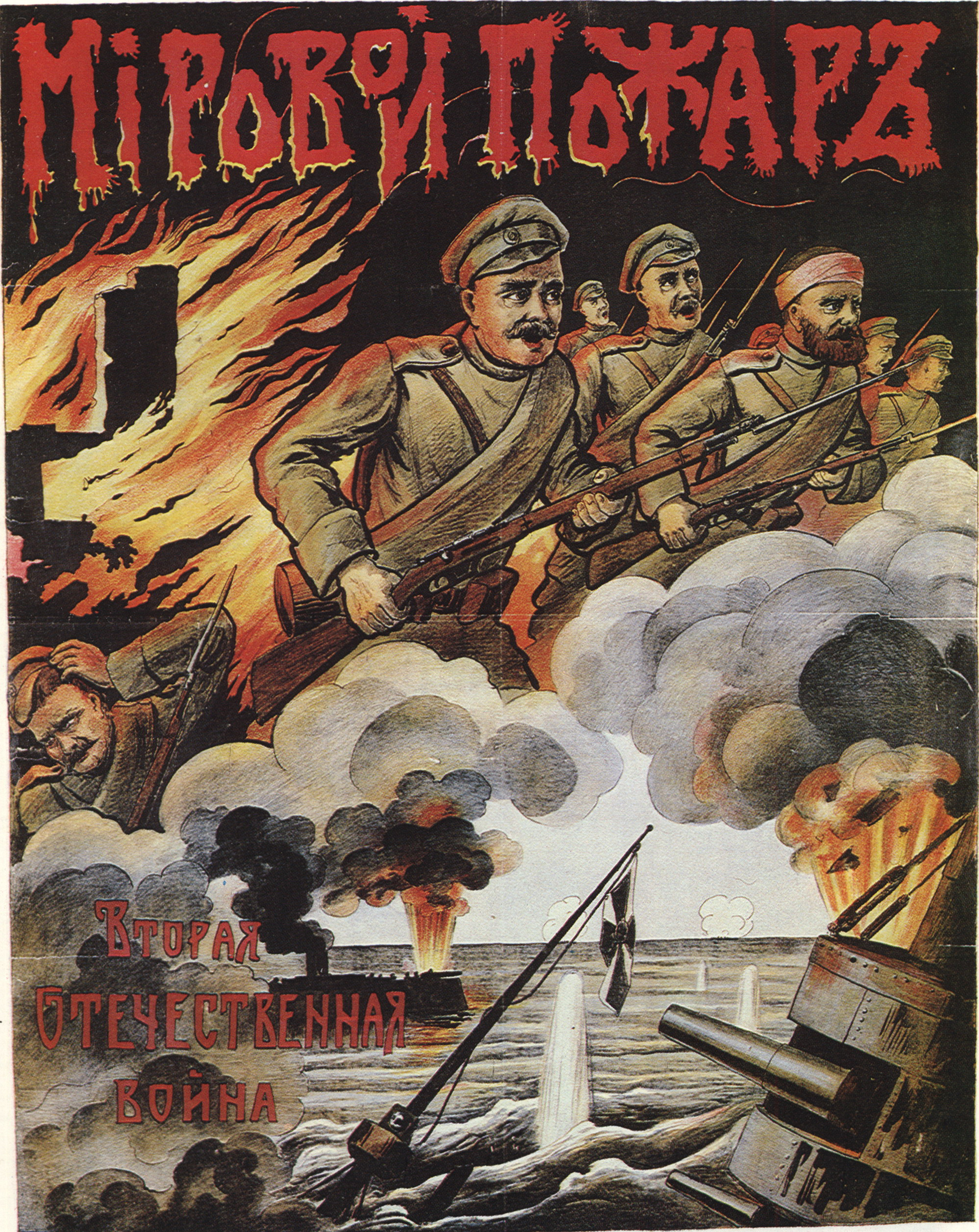
آگهی استخدام روسیه؛ عنوان زیر خوانده شده "جهان در آتش؛ جنگ میهنی دوم. دهه ۱۹۰۰

در بین سالهای ۱۸۷۳ و ۱۸۸۷، روسیه در مجمع سه امپراتور و سپس با آلمان در پیمان بیمه اتکایی با آلمان و اتریش-مجارستان متحد شد. فرانسه از این امر برای توافق اتحاد فرانسه و روسیه در سال ۱۸۹۴ استفاده کرد، اما انگلیس به دلیل بازی بزرگ، روسیه را با ظن عمیق نگاه کرد. در سال ۱۸۰۰، انگلیس بیش از ۳۰۰۰کیلومتر از روسیه و هند را از هم جدا کرد. این امر تهدید کرده است که این دو کشور را به درگیری مستقیم نزدیک می‌کند، همان‌طور که هدف طولانی مدت روسیه برای به دست آوردن کنترل تنگه‌های بسفر و دسترسی به آن به دریای مدیترانه تحت تسلط انگلیس بود.
شکست در جنگ روسیه-ژاپن در سال ۱۹۰۵ و منزوی شدن انگلیس در طول جنگ دوم بوئر ۱۹۰۲–۱۸۹۹ باعث شد که هر دو طرف به دنبال متحدان باشند. قرارداد سن پترزبورگ در سال ۱۹۰۷، اختلافات را در آسیا برطرف کرد و اجازه برقراری تأسیس سه‌گانه با فرانسه را داد، که هنوز هم تا حد زیادی غیررسمی بود. در سال ۱۹۰۸، اتریش و مجارستان به بوسنی و هرزگوین پیوستند و روسیه با ایجاد مجمع بالکان برای جلوگیری از گسترش بیشتر اتریش پاسخ داد.
در جنگ اول بالکان، در سالهای ۱۳–۱۹۱۲، صربستان، بلغارستان و یونان بخش عمده ای از دارایی‌های باقی مانده عثمانی در اروپا را تصرف کردند. اختلافات در مورد تقسیم آنها منجر به جنگ دوم بالکان شد که بلغارستان توسط متحدان سابق خود به‌طور گسترده شکست خورد.
پایه صنعتی و شبکه راه‌آهن روسیه از سال ۱۹۰۵ به‌طور قابل توجهی بهبود یافته بود اگرچه پایگاه نسبتاً کم بود. در سال ۱۹۱۳، نیکلای دوم افزایش ارتش روسیه با بیش از ۵۰۰۰۰۰ مرد را تصویب کرد. اگرچه هیچ اتحاد رسمی بین روسیه و صربستان وجود نداشت، پیوندهای دوجانبه نزدیک آنها مسیر را برای روسیه به امپراتوری فروپاشیده عثمانی فراهم می‌کرد، جایی که آلمان نیز دارای منافع قابل توجهی بود. اتریش و آلمان همراه با افزایش قدرت نظامی روسیه، از گسترش صربستان احساس خطر کردند. هنگامی که اتریش در ۲۸ ژوئیه سال ۱۹۱۴ به صربستان حمله کرد، وزیر خارجه روسیه سرگئی سازنوف آن را یک توطئه اتریشی-آلمانی برای پایان دادن به نفوذ روسیه در بالکان تلقی کرد.
در ۳۰ ژوئیه، روسیه حمایت از صربستان را اعلام کرد. در تاریخ ۱ اوت، آلمان اعلام جنگ علیه روسیه، و در ششم اوت به اتریش-مجارستان اعلام جنگ. امپراتوری روسیه بر خلاف متفقین، یکی از مادون قرمزها بود، اما خود را به عنوان مدافع اسلاوها در مکانهایی مانند صربستان نیز در نظر گرفت.

## بازیگران اصلی
مورخان در مورد کیفیت پایین رهبری عالی روسیه موافق هستند. تزار نیکلای دوم تمام تصمیمات آخر را گرفت اما بارها و بارها به توصیه‌های متناقض داده شد و به‌طور معمول انتخاب اشتباهی انجام داد. وی یک ساختار سازمانی کاملاً ناقص را تأسیس کرد که برای فشارهای زیاد و خواسته‌های فوری زمان جنگ ناکافی است. به عنوان مثال، مورخ انگلیسی، دیوید استیونسون، به «پیامدهای فاجعه آمیز ارتباط ناقص مدنی و نظامی» اشاره می‌کند که در آن غیرنظامیان و فرماندهان با یکدیگر در تماس نبودند. دولت کاملاً از نقاط ضعف مهلک خود آگاه نبود و از افکار عمومی در امان ماند. وزیر امور خارجه باید به نیکلای هشدار می‌داد که «مگر اینکه تقاضای مردمی را تسلیم کند و شمشیر را از طرف صربستان نکشد، خطر انقلاب و از دست دادن تاج و تخت خود را به خطر می‌اندازد». نیکلای تسلیم شد اما به هر حال تاج و تخت خود را از دست داد. استیونسون نتیجه می‌گیرد:
تصمیم‌گیری روسیه در ژوئیه [۱۹۱۴] واقعاً غم‌انگیز از محاسبه اشتباه بود … سیاست بازدارندگی که نتوانست مانع آن شود. با این حال [مانند آلمان] نیز بر این فرضیه استوار بود که جنگ بدون تجزیه داخلی امکان‌پذیر است و می‌توان آن را با چشم‌انداز معقول موفقیت انجام داد. روسیه نسبت به هر قدرت دیگری در برابر تحولات اجتماعی آسیب پذیرتر بود. سوسیالیستها آن بیشتر بیگانه شد از نظم موجود نسبت به کسانی که در نقاط دیگر اروپا، و یک موج اعتصاب در میان نیروی کار صنعتی اوج با توقف کلی در سنت پترزبورگ در ماه ژوئیه سال ۱۹۱۴. رسیده
وزیر امور خارجه تزار سرگئی سازنوف بازیگر قدرتمندی نبود. به گفته مورخ توماس اوته، "سازنوف برای پیشبرد مواضع خود در برابر مردان قوی تر احساس ناامنی کرد. . . . او تمایل داشت به جای اینکه به منزلگاه دیدگاه‌های خود را فشار دهد، بازده تر شود. . . . در مراحل مهم بحران ژوئیه، سازونوف متناقض بود و درک واقعی از واقعیت‌های بین‌المللی را نشان می‌داد. تزار در ژوئیه سال ۱۹۱۶، سازنوف را اخراج کرد و وزارت خود را به عنوان یک نمونه کار اضافی به نخست‌وزیر استورمر داد. سفیر فرانسه عصبانی بود و استورمر را بدتر از یک میانه‌روی - یک عقل درجه سوم نشان می‌داد.
سفیر فرانسه، موریس پالولو، همچنین با تأثیر تکرار قول دادن فرانسه مبنی بر جنگ به همراه روسیه، تأثیرگذار بود و این در واقع جایگاه رئیس‌جمهور ریموند پوانکاره بود.
- نیکلای دوم - امپراتور روسیه، تا ۱۵ مارس ۱۹۱۷)
- دوک بزرگ نیکلاس نیکولاویچ - فرمانده کل (۱ اوت ۱۹۱۴–۵ سپتامبر ۱۹۱۶) و معاون رئیس در قفقاز
- ایوان گورمیکین - رؤسای شورای وزیران امپراتوری روسیه (۱ اوت ۱۹۱۴–۲ فوریه ۱۹۱۶)
- فرمانده توپخانه نیکولای ایوانف - فرمانده ارتش روسیه در جبهه جنوب غربی، (۱ اوت ۱۹۱۴- مارس ۱۹۱۶) مسئول بسیاری از اقدامات در گالیسیا

دوک‌های بزرگ به ناچار دستورها عالی به دست آوردند. در یک اتفاق مهم در سال ۱۹۱۵، تزار با وجود بی کفایتی خود فرماندهی و کنترل مستقیم ارتش را به دست گرفت. در همین حال، تزار به راسپوتین راهب وابسته اجازه می‌داد تا از طریق همسرش، از جمله قرارهای سطح بالا، داشته باشد. اشراف سرانجام چند هفته قبل از سرنگونی خود تزار، وی را ترور کردند. خدمات پیاده‌نظام، توپخانه، سواره نظام از ارتباطات ضعیفی با یکدیگر برخوردار بودند. ارتش متشکل از دهقانان بود، که به اندازه کافی آماده دفاع از دهکده‌های خود بودند اما افتخار ملی کمی نشان دادند. استخدام کنندگان از اقلیت‌های بی شماری روسیه اغلب در پادگان‌ها مورد آزار و اذیت قرار می‌گرفتند.

## اتحاد فرانسه
روسیه به شدت وابسته به اتحاد فرانسه بود زیرا جنگ دو جبهه علیه آلمان قابل دستیابی بود اما اگر روسیه تنها نبود، این موفقیت را انجام می‌داد. سفیر فرانسه، موریس پالولو، از آلمان متنفر شد و دید که با شروع جنگ، فرانسه و روسیه باید متحدین نزدیک علیه آلمان باشند. رویکرد وی با رئیس‌جمهور فرانسه، ریموند پوانکاره، که به او اعتماد داشت، موافقت کرد. حمایت بی قید و شرط فرانسه از روسیه وعده داده شده است که در حال وقوع بحران با آلمان و اتریش باشد. مورخان بحث می‌کنند که آیا پالگگو بیش از دستورالعمل‌های وی است، اما موافق هستند که وی نتوانسته است دقیقاً از آنچه اتفاق می‌افتد به پاریس آگاه کند، و وی هشدار نداد که ممکن است بسیج روسیه یک جنگ جهانی را آغاز کند.

## آغاز جنگ

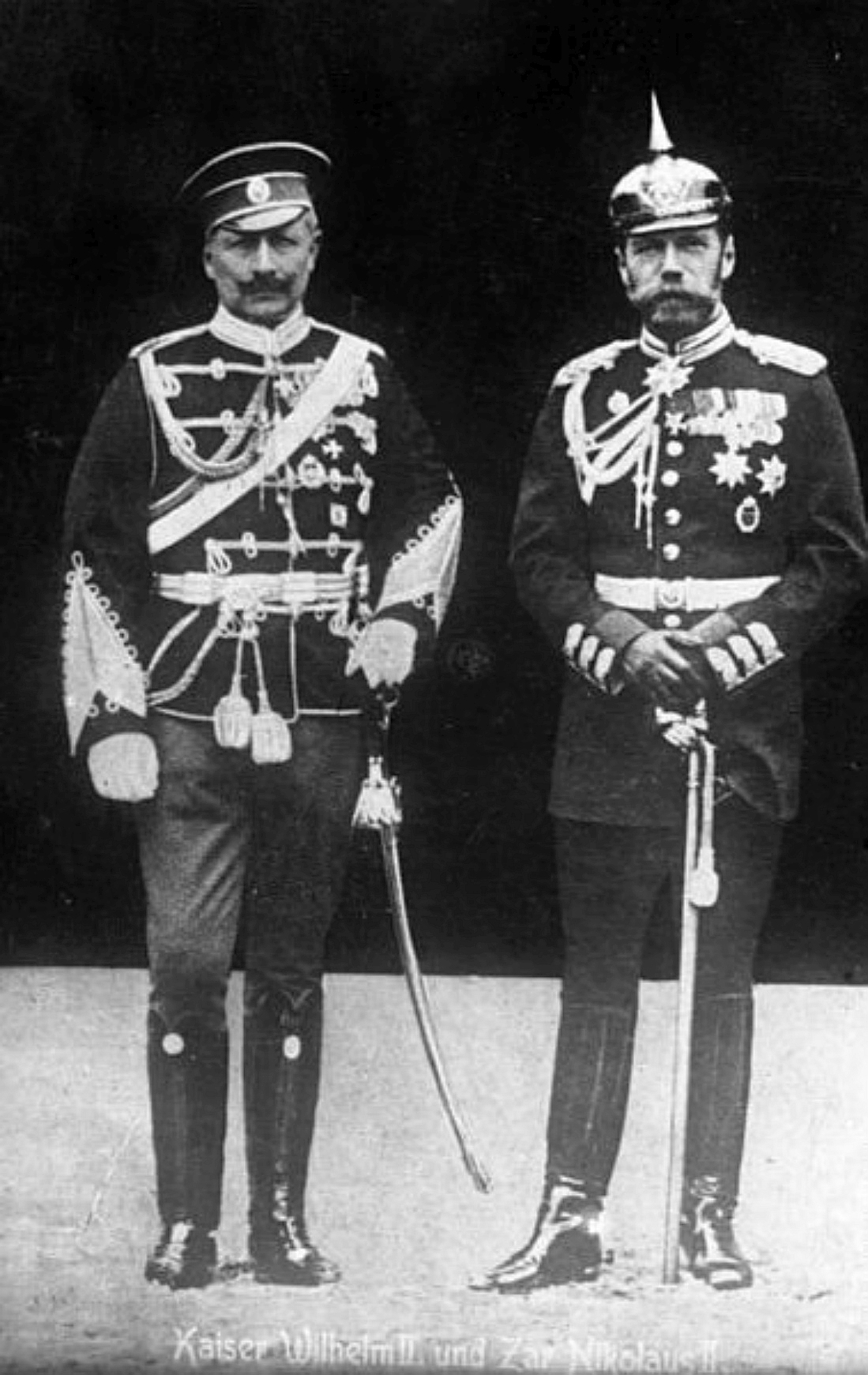
نیکی (تزار نیکلای دوم) (سمت راست) با ویلی (کایزر ویلهلم) در سال ۱۹۰۵. نیکلای یک لباس ارتش آلمان دارد و ویلهلم لباس هنگ روس را به تن دارد.

در ۲۸ ژوئن ۱۹۱۴، آرشیدوک فرانتس فردیناند ولیعهد اتریش در سارایوو ترور شد. رشد پان اسلاویسم بود که وظیفه روسیه را نسبت به همه اسلاوها، به ویژه کسانی که مسیحیت ارتدکس شرقی را تجربه می‌کردند، مشخص می‌کرد. رشد این انگیزه توجه را از امپراتوری عثمانی و به سمت تهدیدی که توسط اتریش-مجارستان برای مردم اسلاو ایجاد کرده بود، جلب کرد. صربستان خود را به عنوان قهرمان آرمان پان اسلاو معرفی کرد و اتریش-مجارستان به همین دلیل قصد داشت صربستان را نابود کند. نیکلای می‌خواست از صربستان دفاع کند. در یک مجموعه نامه‌های رد و بدل شده با ویلهلم دوم از آلمان (به اصطلاح "مکاتبات ویلی و نیکی ")، هر دو تمایل خود را به صلح اعلام کردند و هرکدام تلاش کردند تا دیگری را عقب بیندازند. نیکلای آرزو داشت که بسیج روسیه فقط به امید جلوگیری از جنگ با آلمان علیه اتریش-مجارستان باشد. قیصر اما قول داده بود که از اتریش-مجارستان حمایت کند.
در ۲۵ ژوئیه ۱۹۱۴، نیکلای تصمیم به مداخله در منازعه اتریش-صربستان، گامی به سوی جنگ عمومی گرفت. وی ارتش روسیه را در ۲۵ ژوئیه در معرض خطر قرار داد. اگرچه این یک بسیج عمومی نبود، اما مرزهای آلمان و اتریش-مجارستان مورد تهدید قرار گرفت و به نظر می‌رسید که آماده‌سازی نظامی برای جنگ است. با این حال، ارتش روسی برنامه‌های عملی چندانی نداشت و هیچ برنامه اضطراری برای بسیج جزئی نداشت. در ۳۰ ژوئیه سال ۱۹۱۴، نیکلای با وجود اینکه تمایلی ندارد، دستور بسیج عمومی را تأیید کرد.

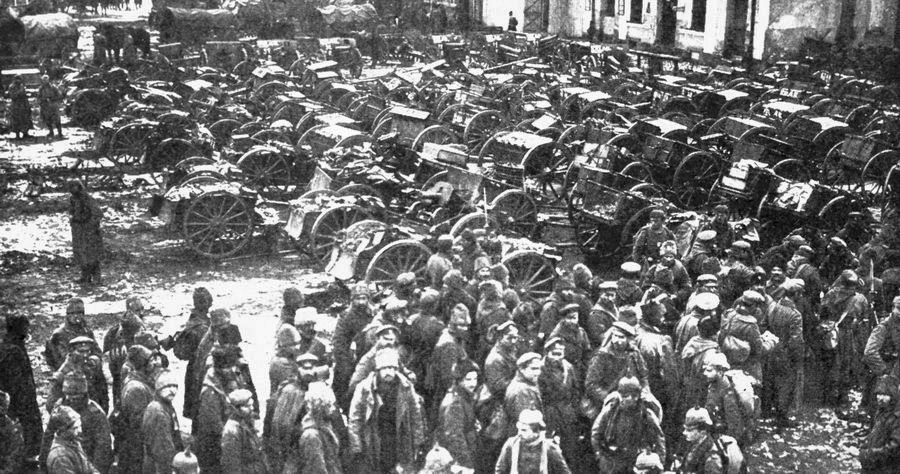
زندانیان روسی در نبرد تاننبرگ، جایی که ارتش دوم روسیه توسط نیروهای آلمانی نابود شدند

در ۲۸ ژوئیه، اتریش و مجارستان رسماً جنگ علیه صربستان را اعلام کردند. کنت ویت به سفیر فرانسه، موریس پالولو ، گفت که دیدگاه روسیه جنگ را جنون می‌داند، همبستگی اسلاو را صرفاً مزخرف می‌داند.
در تاریخ ۳۰ ژوئیه، روسیه دستور بسیج عمومی را صادر کرد اما هنوز هم تأکید کرد. آلمان با واکنش به کشف بسیج جزئی روسیه که در ۲۵ ژوئیه دستور داد، وضعیت پیش از بسیج خود را، خطر نزدیک جنگ اعلام کرد. آلمان به روسیه گفت که ظرف دوازده ساعت از بین می‌رود. در سن پترزبورگ ساعت ۷ عصر، زمان آلمان به روسیه به پایان رسید. سفیر آلمان در روسیه با سرگئی سازونوف وزیر امور خارجه روسیه دیدار کرد. سه بار پرسش کرد که آیا روسیه تجدیدنظر خواهد کرد؛ و با تکان دادن دست، یادداشت را پذیرفت چالش جنگ روسیه و اعلام جنگ در ۱ اوت. در ۶ اوت، فرانتس یوزف یکم اتریش اعلام جنگ اتریش-مجارستان علیه روسیه را امضا کرد.

## نبردها

### جبهه خاورمیانه در جنگ جهانی اول

#### نبرد رباط کریم
در طول جنگ جهانی اول، علیرغم اعلام رسمی بی‌طرفی ایران، دو کشور بریتانیا و امپراتوری روسیه به دلیل عدم اعتماد باعث نقض حاکمیت ارضی شدند. روسیه، پس از اشغال شمال غرب ایران، در اطراف قزوین لشکر کشید وبا نزدیک شدن به تهران (پایتخت ایران) باعث بحرانی شدن اوضاع تهران و انحلال مجلس شد. به‌طوری که احمدشاه و اطرافیان تصمیم گرفتند که با ترک تهران و جابه‌جایی پایتخت، سلسله قاجار را حفظ کنند. اما از دست رفتن پایتخت ممکن بود به شورش شهرها منجر شود. از این رو با جداسازی دولت و سلطنت، پایتخت دولت وقت به قم و سپس به اصفهان مهاجرت کرد و پایتخت سلطنت همچنان در تهران ماند. برای ایستادگی در برابر نیروهای روسیه و جابه‌جایی پایتخت دولت از تهران به قم و حفظ پایتخت سلطنت در تهران، نیروهای مردمی به رهبری حیدر لطیفیان در نبردی موسوم به نبرد رباط‌کریم در اطراف تهران در برابر نیروهای روس مقاومت کردند. با آن که مقاومت مردمی در برابر روس‌ها شکست خورد، اما در هدف حفظ تهران از تسخیر توسط روسیه موفق شدند و پایتخت همچنان تهران ماند.

## ضعف نظامی
وقوع جنگ در تاریخ ۱ اوت ۱۹۱۴، روسیه را کاملاً آماده نکرد. متفقین ایمان خود را به ارتش روسیه، معروف به «بخارپز روسی» اعلام کردند. قدرت عادی آن پیش از جنگ ۱۴۰۰۰۰۰۰ نفر بود، بسیج اضافه کرد: ۳٫۱۰۰٬۰۰۰ ذخیره و میلیون‌ها نفر دیگر در پشت آنها آماده ایستادند. از هر نظر دیگر، روسیه آماده جنگ نبود. آلمان در هر کیلومتر مربع ده برابر مسیر ریلی داشت و سربازان روسی به‌طور میانگین ۱٬۲۹۰ کیلومتر (۸۰۰ مایل) برای رسیدن به جبهه، اما سربازان آلمانی کمتر از یک چهارم از آنها مسافت را طی کردند. صنایع سنگین روسیه هنوز برای تجهیز ارتش بزرگی که تزار توانست آن را جمع کند، بسیار ناچیز بود و ذخایر مهمات آن نیز بسیار کم بود. ارتش آلمان در سال ۱۹۱۴ از هر کشور دیگری برای نیروی انسانی مجهزتر بود، ارتش روسیه از لحاظ توپخانه، حمل و نقل و حتی چکمه سربازان به شدت از لحاظ قطعه ای کوتاه بود.
پیش از جنگ، برنامه ریزان روس کاملاً از موضوع مهم حساس در مورد چگونگی ارسال متفقین به روسیه و تجهیزات مهم صرف نظر کرده بودند.
فرماندهی عالی روسیه با تحقیر متقابل میان وزیر جنگ ولادیمیر سوخومینف و جنگجو باتجربه بزرگ، دوک بزرگ نیکلاس نیکولاویچ، بسیار تضعیف شد. با این حال، حمله فوری علیه پروس خاوری دستور داده شد. آلمانی‌ها با کارایی بسیار عالی در آنجا بسیج شدند و دو ارتش روسی که حمله کرده بودند را کاملاً شکست دادند. نبرد تاننبرگ، جایی که کل ارتش دوم روسیه نابود شد، سایه فجیعی را بر آینده امپراتوری تزار انداخت. افسران وفادار گمشده همان کسانی بودند که برای محافظت از سلسله لازم بودند. ارتش روسیه هم در مقابل ارتشهای اتریش-مجارستان و هم عثمانی موفقیتهایی داشتند، اما آنها به‌طور پیوسته توسط ارتش آلمان عقب رانده شدند. در سپتامبر سال ۱۹۱۴، برای تسکین فشارها بر فرانسه، روسها مجبور شدند یک حمله را علیه اتریش-مجارستان در گالیسیا متوقف کنند تا به سیلزی تحت کنترل آلمان بپردازند.
هدف اصلی روسیه بر بالکان و به ویژه در کنترل قسطنطنیه متمرکز بود. ورود عثمانی به جنگ فرصت‌های جدیدی را به وجود آورد، اما روسیه برای استفاده از آنها خیلی سخت فشار آورد. در عوض، دولت انگلیس و فرانسه را به فعالیت در گالیپولی تحریک کردند، که بسیار ناکام ماند. روسیه سپس شورشی را توسط ارامنه تحریک کرد که در یکی از جنایات بزرگ جنگ، نسل‌کشی ارامنه اتفاق افتاد. ترکیب آمادگی و برنامه‌ریزی ضعیف روحیه سربازان روسی را نابود کرده و صحنه سقوط کل حکومت در اوایل سال ۱۹۱۷ را رقم زد.

به تدریج، جنگ فرسایشی در جبهه وسیع شرقی آغاز شد. روسها با نیروهای ترکیبی آلمان و اتریش-مجارستان روبرو بودند و متحمل خسارات سنگینی شدند. فرماندهآنتون دنکین، با عقب‌نشینی از گالیسیا نوشت:
توپخانه سنگین آلمان خطوط کلی سنگرها را از بین برد. ما به سختی جواب دادیم.

## میراث
مورخان در مورد منشأ جنگ جهانی اول بر نقش آلمان و اتریش-مجارستان تأکید کرده‌اند. نظر آنها شامل موارد ناچیز در مورد روسیه است و فقط مختصراً از دفاع روسیه از صربستان، نقشهای پان اسلاوی آن، تعهدات معاهده خود با فرانسه و نگرانی‌های خود برای حمایت از وضعیت آن به عنوان یک قدرت بزرگ یاد می‌کند.
با این حال، مورخ شون مک مکین تأکید کرده است که هدف انبساطی روسیه به سمت جنوب است. او استدلال می‌کند که جنگ برای روسیه نهایتاً درمورد امپراتوری عثمانی بود و وزارت امور خارجه و ارتش قصد داشتند حداقل از سال ۱۹۰۸و شاید حتی ۱۸۹۵تجاوز کنند. وی تأکید می‌کند که هدف فوری تصرف قسطنطنیه و رسیدن به مدیترانه با کنترل تنگه‌ها بوده است. داوران معمولاً در تفسیر تجدید نظرگرایانه مک مکین منفی بوده‌اند.